# Buchler (Unternehmen)
Die Buchler GmbH ist ein Pharmahersteller in Braunschweig-Wenden in Niedersachsen. Das Unternehmen ist der einzige verbliebene von ehemals 14 europäischen Chininfabriken (Stand 1958) seit der Übernahme der Chininsparte von DSM. Das Unternehmen ist im Besitz der Gründerfamilie.

## Produkte
Das Unternehmen extrahiert China-Alkaloide wie bspw. Chinin, Chinidin, Cinchonine und Cinchonidine sowie Chinasäure aus der Rinde des Chinarindenbaumes. Die Produkte finden in der Pharmaindustrie als Malariamittel, Antiarrhythmikum oder gegen nächtliche Wadenkrämpfe, als Bitterstoff in der Lebensmittelindustrie bspw. für Tonic Water oder Bitter Lemon und als Racematspalter oder Chiraler Ligand in der Feinchemie Anwendung.

## Unternehmen

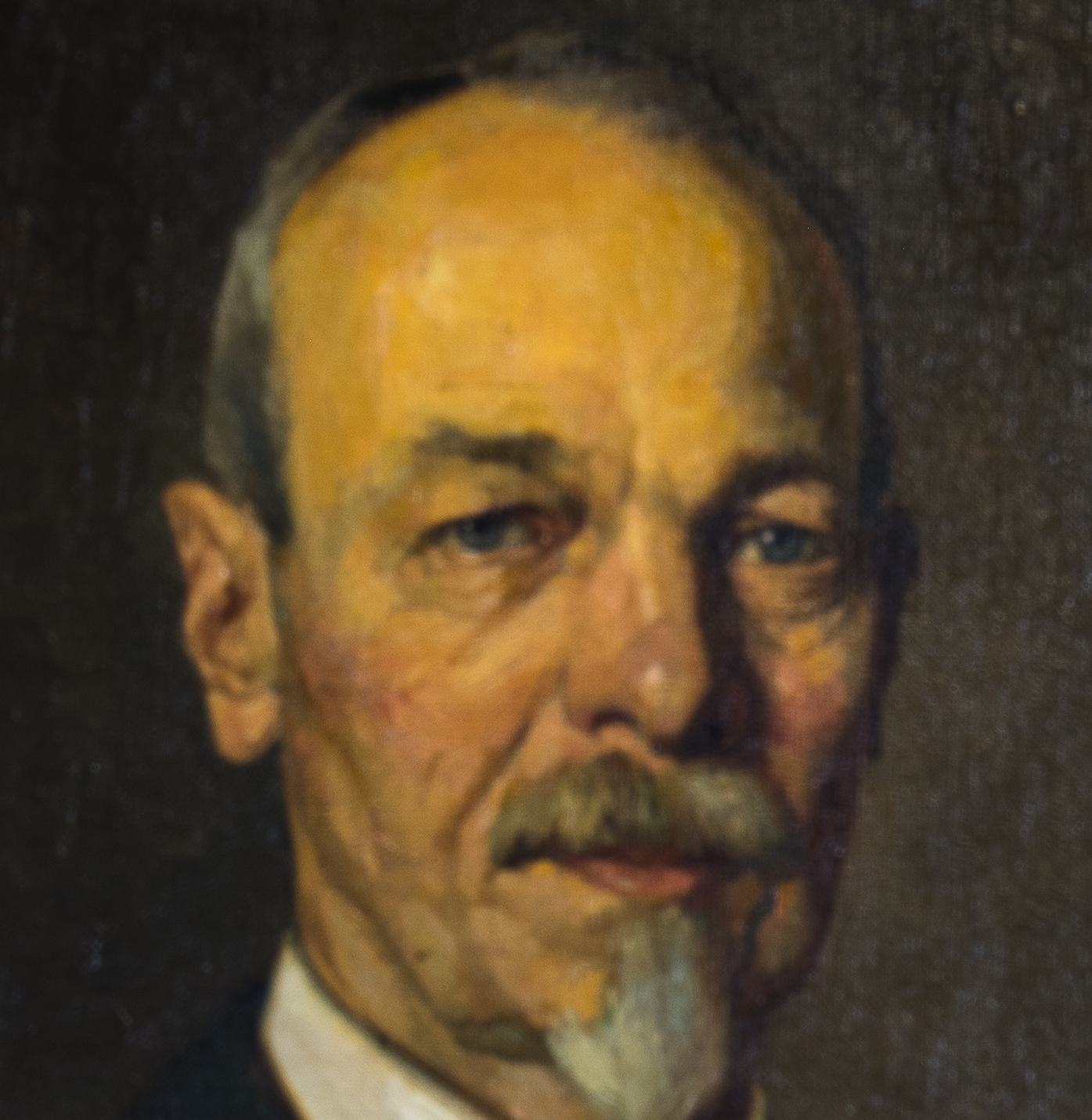
Der Firmengründer Herrmann Buchler

Der österreichisch-deutsche Unternehmer Hermann Buchler gründete 1858 eine chemische Fabrik unter der Bezeichnung Hermann Buchlers Chininfabrik. Ihr Standort befand sich an der Frankfurter Straße auf einem ehemaligen Gartengelände nahe dem Alten Bahnhof.
Sie produzierte zunächst die Alkaloide Chinin und Kokain für pharmazeutische Zwecke und exportierte sie weltweit. Durch erfolgreiche Forschungen des 1878 in die Firma eingetretenen Chemikers Friedrich Oskar Giesel konnte das Unternehmen nach der Entdeckung des Radiums weltweit erste industrielle Radiumsextraktionsverfahren 1898 entwickeln. Es konnte erstmals in Deutschland Radiumbromid industriell herstellen und in den Handel bringen. Der Bereich Radiopharmaka wurde 1971 mehrheitlich an GE Healthcare verkauft.
Buchler übergab 1899 die Leitung der Fabrik an seinen Sohn Hermann (II) Buchler (1855–1915), von dem sie später an Walther Friedrich Theodor Buchler, Ehemann von Käthe Buchler, in die dritte Generation überging. Nach fast vollständiger Zerstörung durch den Bombenangriff auf Braunschweig am 15. Oktober 1944 und dem „durch die Alliierten erzwungenen Wiederaufbau am alten Standort“ hatte die später aufgenommene Herstellung radioaktiver Isotope die Verlegung der Produktionsstätte von der Frankfurter Straße nach Braunschweig-Wenden zur Folge. Ab dem Jahr 1971 bis 1990 wurde sie sukzessive verlegt.
Ab 1988 erfolgte der Abbruch der alten Fabrikanlagen an der Frankfurter Straße. Für das dortige Gelände wurden 2007 Pläne für ein „neue[s] Wohn- und Arbeitsquartier“ („Buchlers Garten“) veröffentlicht. Nach der durch die Unternehmen Buchler GmbH und The Radiochemical Centre (später Amersham plc) 1971 erfolgten Gründung der Buchler GmbH & Co. KG (später Amersham Buchler GmbH & Co. KG) besteht das Unternehmen unter dem Namen GE Healthcare Buchler GmbH & Co. KG als deutscher Geschäftsbereich Medical Diagnostics der GE Healthcare noch heute.
Die Tablettenproduktion wurde 1989 eingestellt. Seitdem werden nur noch die Wirkstoffe isoliert und diese als Sulfat, Hydrochlorid, Glukonat, Benzoat oder Base verkauft.

## Frühere Produkte

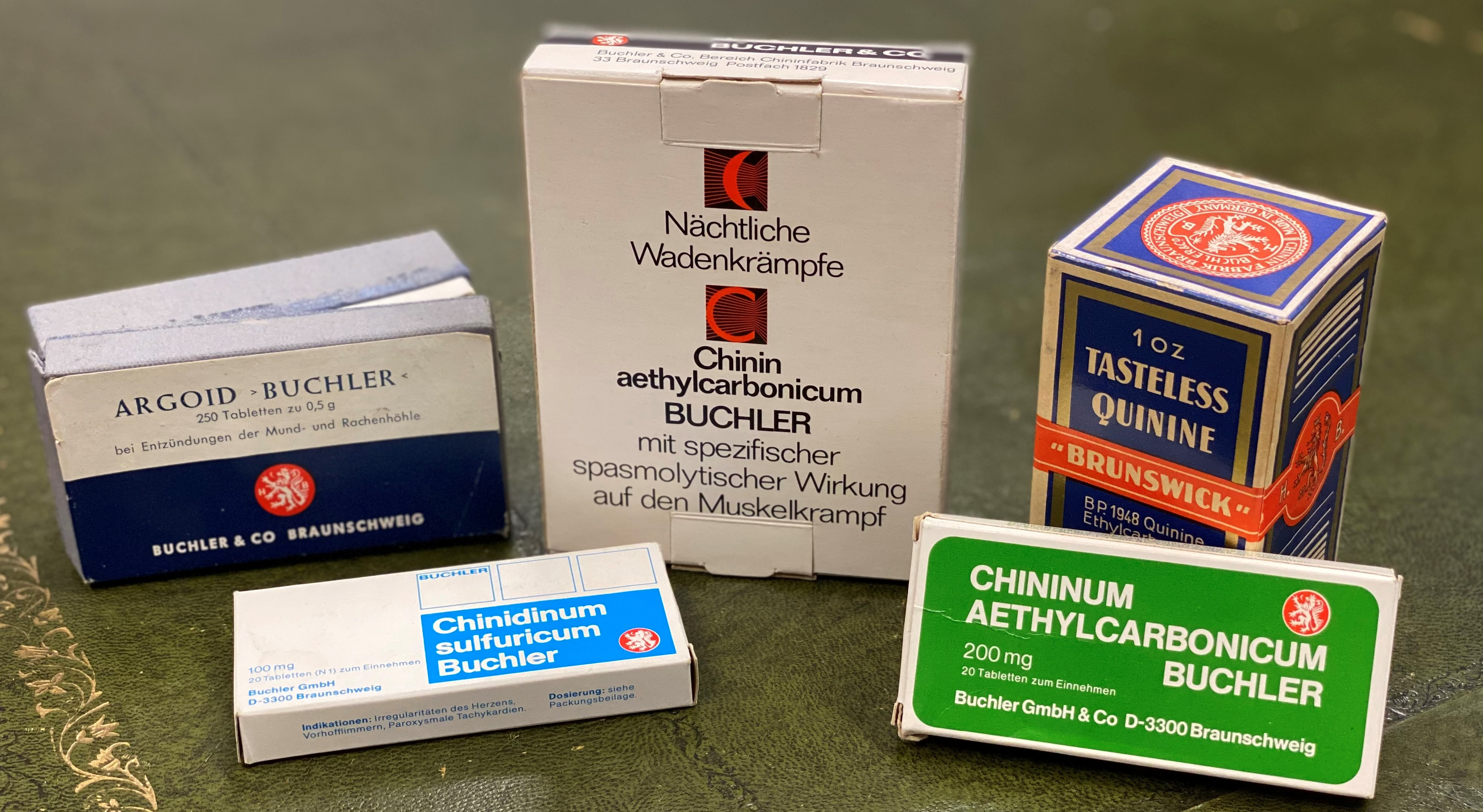
Produkte der Buchler GmbH, die bis 1989 produziert wurden
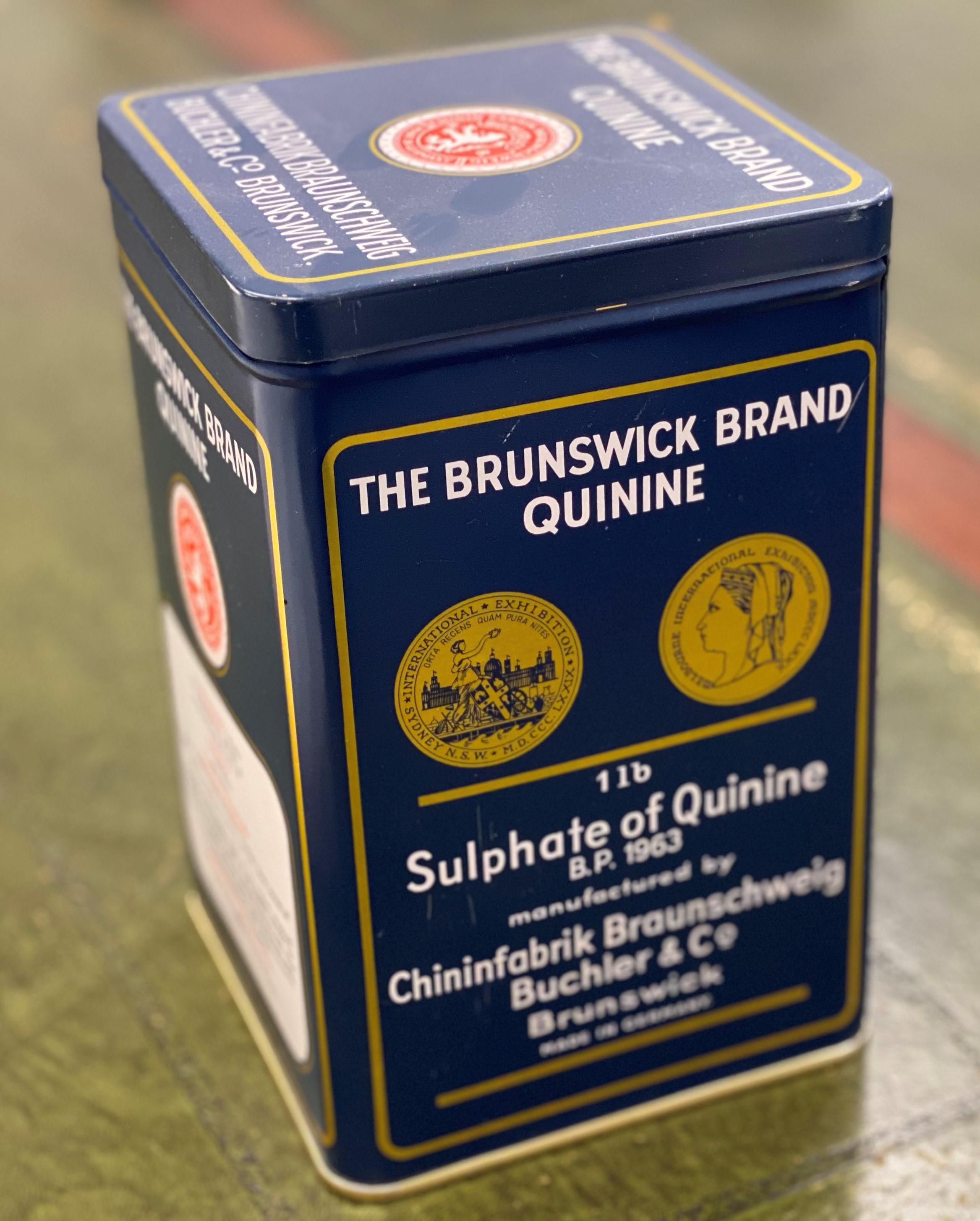
Produktverpackung der Chininfabrik Buchler & Co. aus dem Jahr 1963
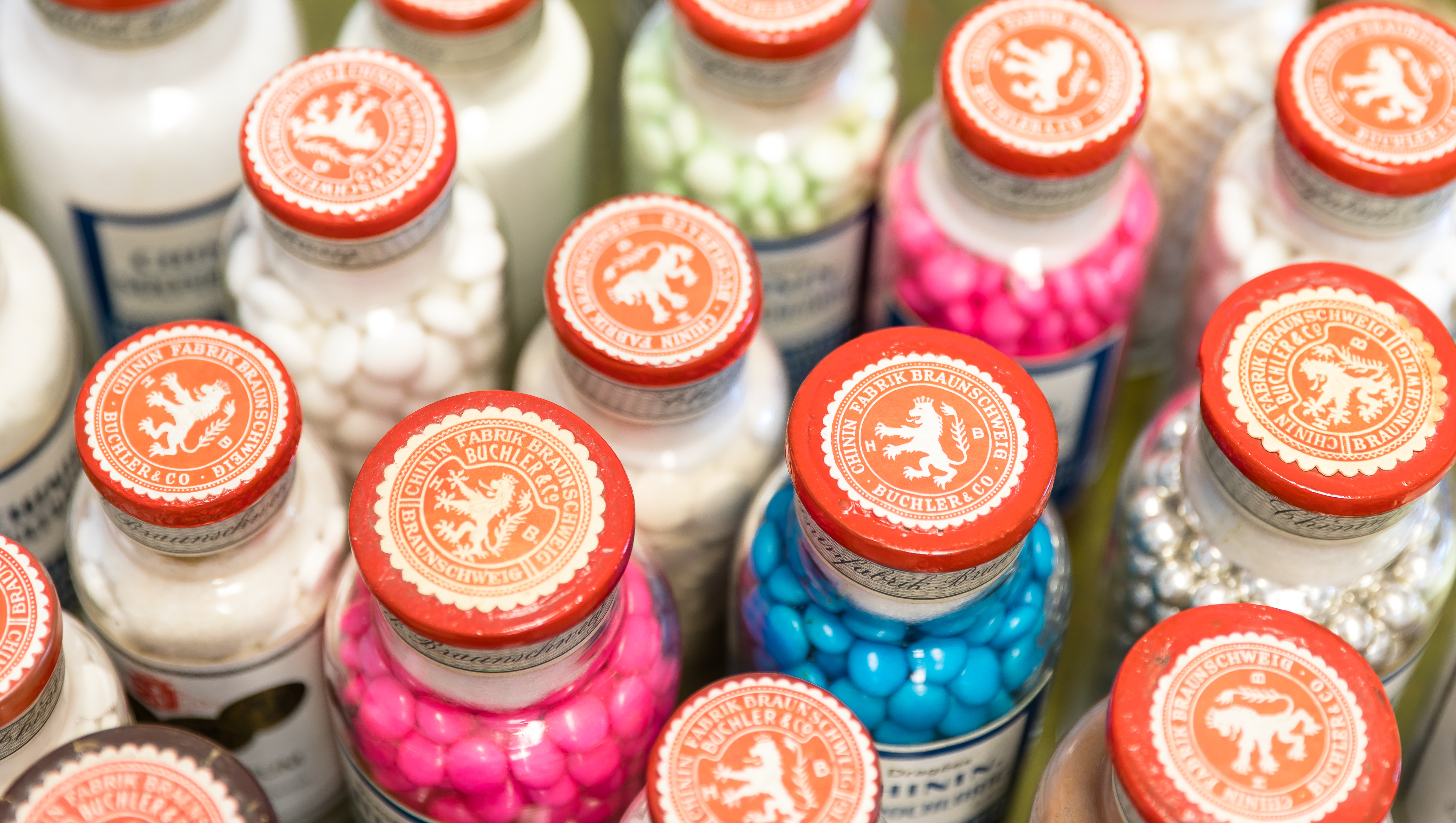
Historische Produkte der Chininfabrik Braunschweig